# Asfaltér

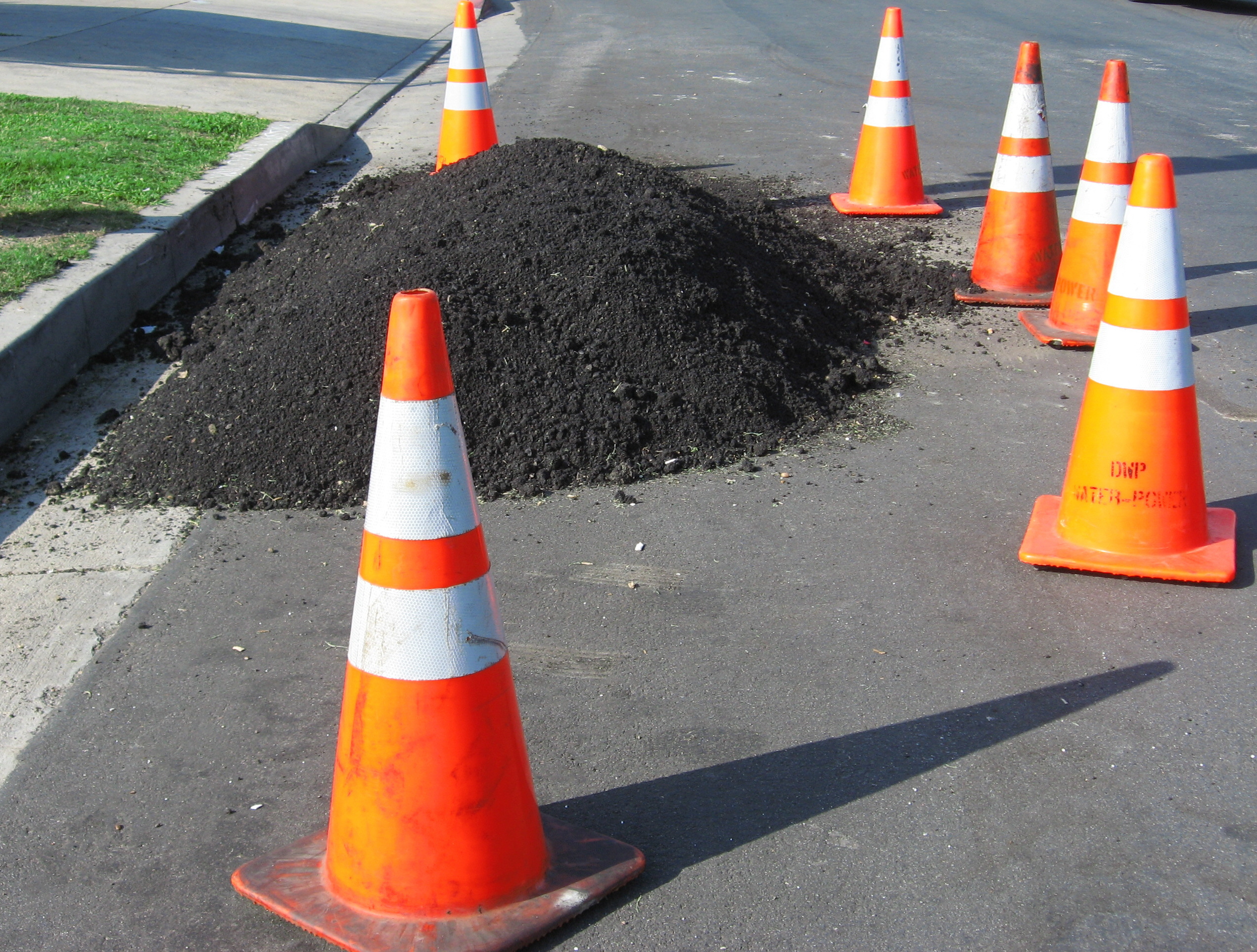
Hromádka asfaltu a výstražné kužely

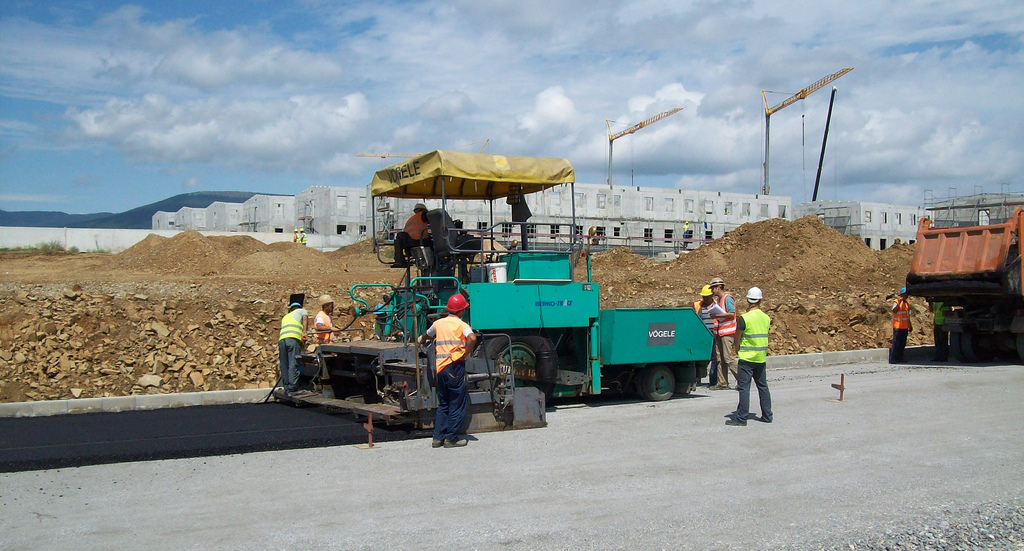
Asfaltování

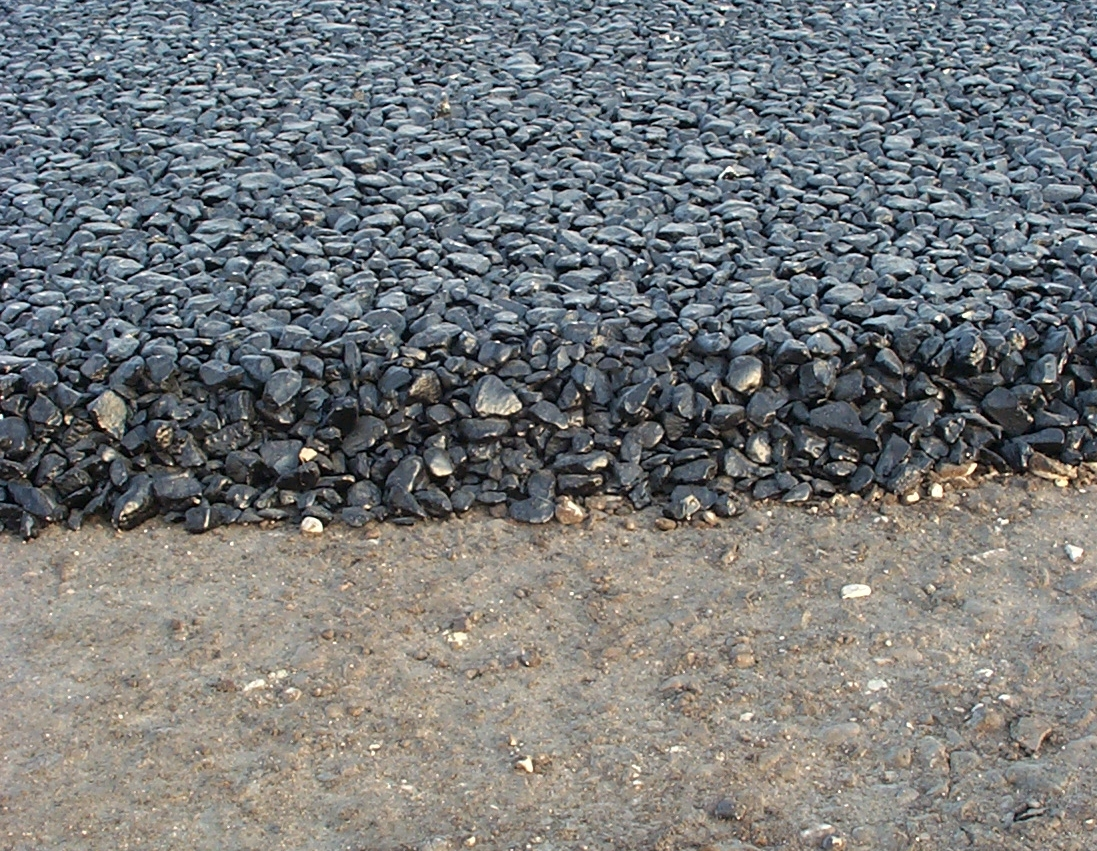
Základ

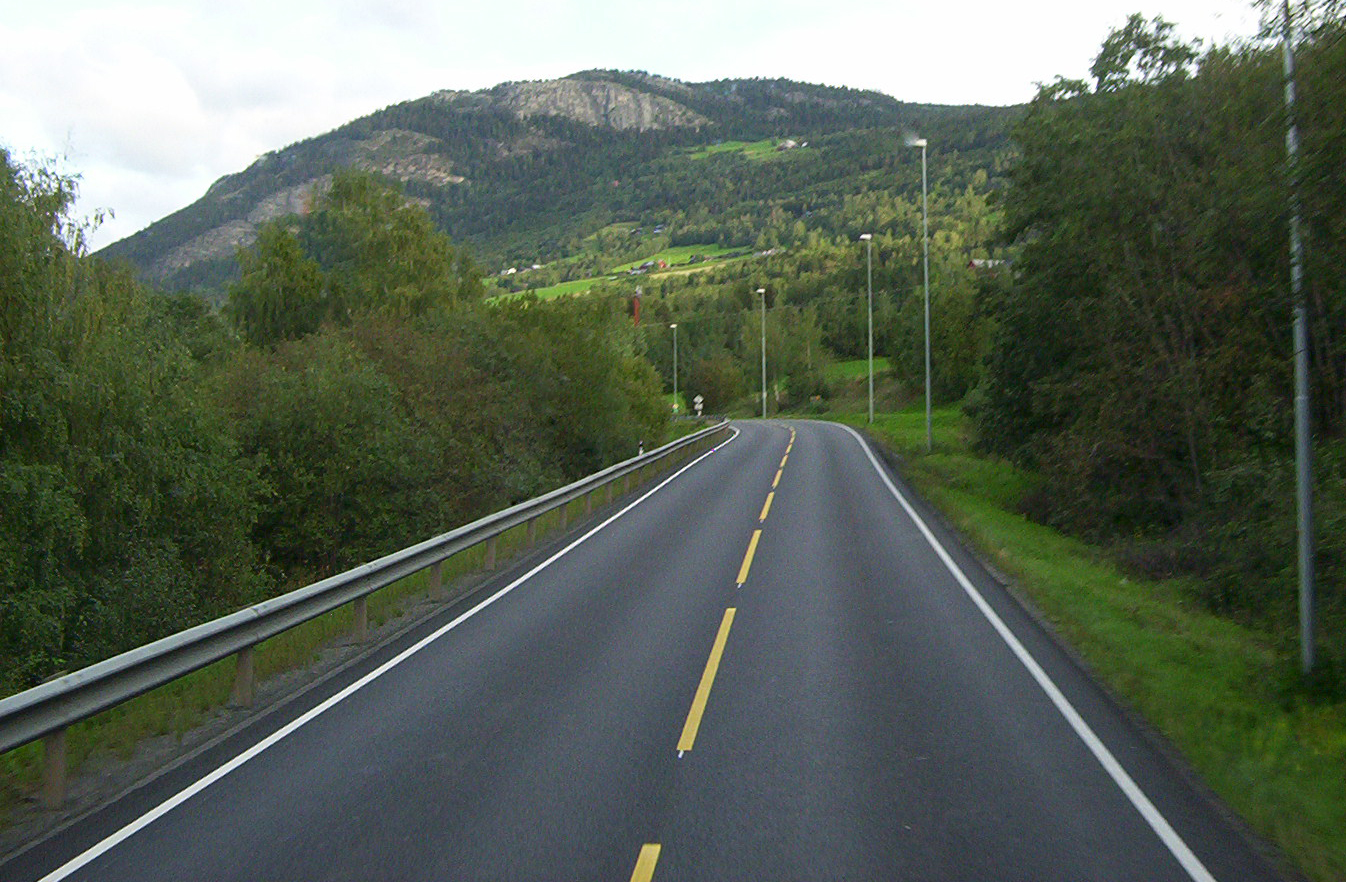
Hotová asfaltová silnice

Asfaltér je kvalifikovaný pracovník, který provádí zejména pokládání asfaltových povrchů např. na silnice, chodníky, parkoviště popř. další plochy a provádí s tím související činnosti. Činnost asfaltéra patří do oblasti stavebnictví.

## Historie asfaltu a asfaltování
Asfalt se používal už před tisíci lety, např. v okolí Mrtvého moře. Šlo o přírodní asfalt, který se na některých místech těží dodnes. Asfalt těžený v oblasti Mrtvého moře dostal název bitumen. V češtině používaný název asfalt pochází z řečtiny podle místa těžby v tehdejším Řecku. Povolání asfaltéra tedy muselo existovat i v dávné době, ale náplň byla pravděpodobně odlišná. Asfalt se používal jako malta a těsnicí tmel, jako izolace střech nebo i celých budov proti vodě a vyráběly se z něj dokonce nádoby používané k uskladnění potravin, což je ovšem sporné kvůli možnosti zdravotních komplikací. Staří Egypťané používali asfalt při mumifikaci zemřelých osob. 
Okolo roku 1700 se začal používat místo přírodního asfaltu kamenouhelný dehet (nazývaný také tér), a to především k hydroizolačním účelům. Dehet je ovšem dnes považován za zdravotně nebezpečný. Teprve později byl dehet nahrazen ropným oxidovanými asfaltem. Ve Francii, Německu a také v Rakousku se nejprve používal především litý asfalt. Ve Vídni bylo první asfaltování provedeno v roce 1872. Již v roce 1895 byl litý asfalt ve Vídni všeobecně dovoleným druhem stavby pro chodníky.

## Náplň práce asfaltéra v moderní době
- Vyměřování a vytyčování plochy určené k asfaltování.
- Pokládání litých asfaltových dlažeb.
- Pokládání podkladových izolačních a ochranných asfaltových pásů.
- Obsluha přepravníků a vařičů asfaltu.
- Pokládání obalených drtí do profilů vozovek a chodníků se zpevňujícími směsemi.
- Provádění asfaltového koberce postřikem pryskyřicí.
- Provádění hydroizolací asfaltem.
- Jednoduché opravy a údržba strojů a zařízení pro asfaltování.

## Další údaje a zajímavosti
Nejpoužívanějšími pracovními prostředky jsou pomůcky stavebního charakteru, vařiče asfaltu, přepravníky apod. Hlavním používaným materiálem je asfalt. Asfaltér se musí orientovat v normách a stavební dokumentaci pro pokládání asfaltových povrchů. Povolání je obvykle vykonáváno ve venkovním prostředí, tedy v prostředí proměnlivých klimatických podmínek. Působí zde nepříznivé vlivy vysokých teplot (vařící se asfalt). Je nutná pracovní obuv s podešví odolnou proti kontaktnímu teplu a proti působení olejů.
Činnost asfaltéra patří do perspektivní oblasti stavebnictví mezi stavební dělníky, kde bude do roku 2013 třeba obsadit 8 % dnešní zaměstnanosti, tedy bude potřeba přijmout 16200 nových pracovníků. Hrubá měsíční mzda na pozici asfaltér v podnikatelské sféře v roce 2010 se pohybovala okolo 26 tis. Kč. O činnosti asfaltéra pojednává také píseň Asfaltér.